# Písečné, Jindřichův Hradec
Písečné là một làng thuộc huyện Jindřichův Hradec, vùng Jihočeský, Cộng hòa Séc.